# جائزة الإعلام العربي
جائزة الإعلام العربي (سابقاً: جائزة الصحافة العربية) جائزة سنوية أطلقها نادي دبي للصحافة هدفها تقدم الصحافة العربية وتشجيع الصحافيين العرب على الإبداع. أسست في نوفمبر 1999 بمبادرة من الشيخ محمد بن راشد آل مكتوم. وانطلقت أول دورة للجائزة في 2001. وقد أسند مشروع نظام الجائزة الأساسي، الذي وضعه نادي دبي للصحافة، إدارة الجائزة إلى مجلس مستقل يتألف من أعضاء في اتحاد الصحفيين العرب وشخصيات إعلامية عربية، ويترأس المجلس رئيس اتحاد الصحفيين العرب، وتتولى أمانة عامة مقرها نادي دبي للصحافة الإدارة التنفيذية للجائزة.
وفي 28 نوفمبر 2021 تحولت جائزة الصحافة العربية إلى جائزة الإعلام العربي، لتصبح أكثر شمولية بإضافة قطاعين إلى جانب قطاع الصحافة العربية، وهما قطاع الإعلام المرئي وقطاع الإعلام الرقمي.

## الفئات
تمنح الجائزة في 14 فئة:
- جائزة الصحافة الاستقصائية
- جائزة الصحافة الرياضية
- جائزة الصحافة الاقتصادية
- جائزة الحوار الصحافي (تُمنح منذ الدورة الثالثة في 2003)[6]
- جائزة الصحافة العربية للشباب
- جائزة الصحافة السياسية
- جائزة الصحافة للرسم الكاريكاتيري
- جائزة العامود الصحافي
- جائزة الصحافة الثقافية
- جائزة أفضل صورة صحافية
- جائزة الصحافة التخصصية
- جائزة الصحافة الإنسانية (تمنح منذ سنة 2013)[7]
- شخصية العام الإعلامية (تمنح بقرار من مجلس إدارة جائزة الصحافة العربية).
- التكريم الخاص
- جائزة صحافة الطفل (أضيفت في الدورة الثالثة في 2003).[6]

## مجلس إدارة "جائزة الإعلام العربي"
يضم المجلس في عضويته 16 شخصية من أبرز القيادات المؤثرة في الإعلام العربي وهم:
- منى غانم المرّي، نائب الرئيس والعضو المنتدب لمجلس دبي للإعلام رئيسة الجائزة
- الدكتور سلطان النعيمي، مدير عام مركز الإمارات للدراسات والبحوث الإستراتيجية
- غسان شربل، رئيس تحرير صحيفة الشرق الأوسط
- نايلة تويني، رئيسة مجلس إدارة صحيفة النهار اللبنانية
- الكاتب عماد الدين أديب
- محمد الحمادي، المدير العام لوكالة أنباء الإماراتورئيس تحرير صحيفة جسور بوست
- الكاتب والمفكر الدكتور محمد الرميحي
- أحمد المسلماني، رئيس الهيئة الوطنية للإعلام ورئيس مركز القاهرة للدراسات الإستراتيجية
- الدكتورة ميثاء بوحميد، المدير التنفيذي لقطاع التسويق والاتصال في مؤسسة دبي للإعلام - الأمين العام للجائزة
- عبدالرحمن أبومالح، الرئيس التنفيذي لشركة ثمانية
- الإعلامي عمار تقي، مؤسس برنامج الصندوق الأسود
- الكاتبة سوسن الشاعر
- الدكتور محمد بن مبارك العريمي، رئيس مجلس إدارة جمعية الصحفيين العمانية
- رائد برقاوي، رئيس التحرير التنفيذي لصحيفة الخليج
- حسان الكنوني، مدير عام صحيفة هسبريس الإلكترونية
- فيصل عباس، رئيس تحرير صحيفة عرب نيوز

## الفائزون
| الدورة | السنة    | شخصية العام الإعلامية   | جائزة الصحافة الاستقصائية         | جائزة الصحافة الرياضية | جائزة الصحافة الاقتصادية                  | جائزة الحوار الصحافي | جائزة الصحافة العربية للشباب                         | جائزة الصحافة السياسية           | جائزة الصحافة للرسم الكاريكاتيري | جائزة العامود الصحافي                        | جائزة الصحافة الثقافية        | جائزة أفضل صورة صحافية | جائزة الصحافة التخصصية | جائزة الصحافة الإنسانية | جائزة صحافة الطفل         | التكريم الخاص                                                                              |
| ------ | -------- | ----------------------- | --------------------------------- | ---------------------- | ----------------------------------------- | -------------------- | ---------------------------------------------------- | -------------------------------- | -------------------------------- | -------------------------------------------- | ----------------------------- | ---------------------- | ---------------------- | ----------------------- | ------------------------- | ------------------------------------------------------------------------------------------ |
| 1      | 2001     | سامي أحمد المنيس        |                                   |                        |                                           |                      |                                                      |                                  |                                  |                                              |                               |                        |                        |                         |                           |                                                                                            |
| 2      | 2002     | محمد كامل الزهيري       |                                   |                        |                                           |                      |                                                      |                                  |                                  |                                              |                               |                        |                        |                         |                           |                                                                                            |
| 3      | 2003     | تريم عمران محمود الشريف | محمد العسيري                      | أكرم يوسف عمر          | حسن القمحاوي                              | غسان شربل            |                                                      | حازم أحمد ميرزا                  | خالد الهاشمي                     | عبد اللطيف الدعيج                            | حسن عبد الموجود عوض           | موسى الشاعر            |                        |                         |                           | طارق أيوب                                                                                  |
| 4      | 2004     | رجاء النقاش             | جمال حسين                         | أسامة الشيخ            | سحر محمد مصباح                            | محمد منير            |                                                      | صلاح سالم                        | فارس قرة بيت                     | خيري منصور                                   | محمد محمود شعير               | محمد جادالله حسن       |                        |                         |                           |                                                                                            |
| 5      | 2005*    | صلاح الدين حافظ         | مساعد العصيمي                     | سامي عبد الإمام        | حسين محمد الشبيلي                         | جمانة حداد           |                                                      | محمد أمين المصري                 | عماد حجاج                        |                                              | عبده وازن                     | صهيب جادالله           |                        |                         |                           |                                                                                            |
| 6      | 2006**   | عثمان العمير            | يوسف سعد                          |                        | عبد العزيز الهندي                         | سهير حلمي            |                                                      | غسان الشهابي                     | عامر الزعبي                      | محمد مساعد الصالح                            | عقل عويط مجلة سوبر – الإمارات |                        |                        |                         |                           |                                                                                            |
| 7      | 2007***  | مكرم محمد أحمد          | أكرم ألفي وأحمد المنصوري          |                        | جمال فاضل شحات علي                        | باسل على أبو حمدة    |                                                      | بشير البكر                       | أمجد رسمي                        | جهاد الخازن                                  | إيهاب الحضري                  | كريم صاحب محسن         |                        |                         |                           |                                                                                            |
| 8      | 2008**** | طلال سلمان              | مي زكريا العتال                   | مرزوق إبراهيم العجمي   | محمد عبد الشفيع عيسى                      | أحمد علي             |                                                      | معن علي البياري                  | ناصر الجعفري                     | سمير عطالله                                  | محمد محمود شعير               | علاء الدين بدرانة      |                        |                         |                           |                                                                                            |
| 9      | 2009     | عبد الله عمران تريم     | سماح عبد العاطي وعلي زلط          | محمد الجوكر            | أحمد محمد السباعي                         | داليا سعودي          | أحمد دلول أسماء الغول زهير دولة                      | صحيفة الوسط - البحرين            | عامر الزعبي                      | محي الدين عميمور                             | يحيى البطاط                   | خليل عبد القادر        | هشام علام ودارين فرغلي |                         |                           |                                                                                            |
| 10     | 2010     | ناصر العثمان            | أيمن السيسي                       | معتز الشامي            | مجدي عبيد                                 | حسين حسن             | حمزة البحيصي عبدالوهاب عليوة قادة بن عمار محمد عثمان | محمد أمين المصري                 | عماد حجاج                        | تركي عبدالله السديري                         | خليل صويلح                    |                        | أحمد عطية إبراهيم      |                         |                           | أسر شهداء الصحافة والإعلام: عائلة أحمد محمد محمود وعائلة علي حسن الجابر وعائلة صباح البازي |
| 11     | 2011     | محمد السنعوسي           | علي زلط ومحمد الخولي              | علي شدهان              | عمر خليل عزبي                             | وليد الطيب           | سعيد خطيبي محمد محلا سيد إسماعيل                     | صلاح سالم                        | ماهر رشوان                       | بدرية البشر                                  | أحمد ناجي أحمد                | أحمد المصري            | عبد الله عبد الرحمن    |                         |                           | ليلى رستم رفيق خوري                                                                        |
| 12     | 2012     | حمدي قنديل              | عبد الوهاب عليوة                  | أمين الدوبلي           | خالد البحيري                              | نضال حمدان           | هدى بارود هيثم محجوب أسمهان الغامدي                  | عثمان لحياني                     | رائد خليل                        | حازم صاغية                                   |                               | علاء بدارنة            | رشا أبو زكي            | حنان خندقجي             |                           | خلفان الرومي                                                                               |
| 13     | 2023     | محمد الرميحي            | جمال جوهر (صحيفة الشرق الأوسط)    |                        | مجدي أبو الفتوح (صحيفة الشروق المصرية)    |                      |                                                      | أحمد دياب (صحيفة الأهرام العربي) |                                  | سوسن الأبطح                                  |                               |                        |                        |                         | أسماء الشامسي (مجلة ماجد) | [ 9 ]                                                                                      |
| 14     | 2024     | سمير عطا الله           | سحر المليجي صحيفة «المصري اليوم»  |                        | أسامة السعيد (صحيفة الشرق الأوسط)         |                      |                                                      | علي السراي (صحيفة الشرق الأوسط)  |                                  | عبد اللطيف الزبيدي صحيفة «الخليج» الإماراتية |                               |                        |                        |                         | مجلة «العربي الصغير»      | [ 10 ]                                                                                     |
| 15     | 2025     | فخري كريم               | سامح اللبودي «صحيفة الشرق الأوسط» |                        | السيد زيادة ومحمد سلمان من «اليوم السابع» |                      |                                                      | محمد عيسى «الأهرام العربي»       |                                  | سليمان جودة من صحيفة «المصري اليوم»          |                               |                        |                        |                         |                           | [ 11 ]                                                                                     |

ملاحظات

- * فئات أخرى اُسندت خلال جائزة الصحافة العربية 2003 وهي:
- - جائزة الصحافة البيئية: محمد علي الطاهر
  - جائزة صحافة تكنولوجيا المعلومات: مصطفى حفناوي مصطفى
  - جائزة صحافة الطفل: أحمد إبراهيم حجازي

- * فئات أخرى اُسندت خلال جائزة الصحافة العربية 2004 وهي:
- - جائزة صحافة تكنولوجيا المعلومات: أبو الحجاج محمد
  - جائزة صحافة الطفل: أحمد عمر
  - جائزة الصحافة البيئية: محمد عبد اللطيف

- * فئات أخرى اُسندت خلال جائزة الصحافة العربية 2005 وهي:
- - جائزة الصحافة البيئية: أمل سرور
  - جائزة صحافة تكنولوجيا المعلومات: جمال الدويري
  - جائزة صحافة الطفل: مجلة «توتة توتة» – لبنان

- ** فئات أخرى اُسندت خلال جائزة الصحافة العربية 2006 وهي:
- - جائزة صحافة الطفل: مي ملحس
  - جائزة صحافة تكنولوجيا المعلومات: أبو الحجاج محمد بشير
  - جائزة الصحافة البيئية: أيمن رمانة

- *** فئات أخرى اُسندت خلال جائزة الصحافة العربية 2007 وهي:
- - جائزة الصحافة البيئية: صحيفة الوقت – البحرين
  - جائزة صحافة الطفل: مجلة أحمد – لبنان
  - جائزة صحافة تكنولوجيا المعلومات: منيرة بنت عبد الله الماضي

- **** فئات أخرى اُسندت خلال جائزة الصحافة العربية 2008 وهي:
- - جائزة صحافة تكنولوجيا المعلومات: أبو الحجاج محمد بشير
  - جائزة الصحافة الصحية: سعيد محمد سعيد
  - جائزة صحافة الطفل: لينا كيلاني
  - جائزة الصحافة البيئية: هبة عبد الحميد وولاء نبيل.

### جائزة الإعلام العربي 2023
- جائزة الإعلام الرقمي لأفضل منصة إخبارية: صحيفة هسبريس الإلكترونية.
- جائزة الإعلام الرقمي لأفضل منصة اقتصادية: بوابة أرقام المالية.
- جائزة الإعلام الرقمي لأفضل منصة رياضية: منصة " FilGoal".
- جائزة الإعلام المرئي عن فئة أفضل برنامج اقتصادي: برنامج "الصباح مع صبا".
- جائزة الإعلام المرئي عن فئة أفضل برنامج اجتماعي: برنامج "أحمر بالخط العريض".
- جائزة الإعلام المرئي عن فئة أفضل برنامج ثقافي: برنامج "على خطى العرب".
- جائزة الإعلام المرئي عن عن فئة أفضل عمل وثائقي: فيلم "ذاكرة الرمال".
- جائزة الإعلام المرئي عن عن فئة أفضل برنامج رياضي: برنامج "في المرمى".[9]

### جائزة الإعلام العربي 2024
- جائزة الإعلام الرقمي لأفضل منصة إخبارية: موقع القاهرة 24.[12]
- جائزة الإعلام الرقمي لأفضل منصة اقتصادية: موقع «معلومات مباشر».
- جائزة الإعلام الرقمي لأفضل منصة رياضية: منصة «Sport 360».
- جائزة الإعلام المرئي عن فئة أفضل برنامج اقتصادي: برنامج «كلام أسواق».
- جائزة الإعلام المرئي عن فئة أفضل برنامج اجتماعي: برنامج «الليوان».
- جائزة الإعلام المرئي عن فئة أفضل برنامج ثقافي: برنامج «دروب».
- جائزة الإعلام المرئي عن عن فئة أفضل عمل وثائقي: فيلم «أمام الكواليس... ملح على جرح» قناة «الشرق».
- جائزة الإعلام المرئي عن عن فئة أفضل برنامج رياضي: رنامج «ملعب ON».[10]

### جائزة الإعلام العربي 2025
- جائزة الإعلام المرئي عن فئة أفضل برنامج اقتصادي: برنامج «بيزنس مع لبنى» لبنى بوظة.
- جائزة الإعلام المرئي عن فئة أفضل برنامج اجتماعي: برنامج «صباح العربية» للإعلامية ريم بساطي.
- جائزة الإعلام المرئي عن فئة أفضل برنامج ثقافي: برنامج «صاحبة السعادة» للفنانة إسعاد يونس.
- جائزة الإعلام المرئي عن عن فئة أفضل عمل وثائقي: فيلم «تحت الأنقاض» لمحمد اليوسي.
- جائزة الإعلام المرئي عن عن فئة أفضل برنامج رياضي: برنامج «هجمة مرتدة» للإعلامي موسى البلوشي.[11][13]